# Jonas w Los Angeles (seria 2)
Druga seria serialu telewizyjnego Jonas w Los Angeles jest emitowana na Disney Channel Polska od 18 września 2010, zawiera ona 13 odcinków. Występuje tutaj pięć głównych postaci: Kevin Lucas (Kevin Jonas), Joe Lucas (Joe Jonas), Nick Lucas (Nick Jonas), Stella Malone (Chelsea Staub) oraz Macy Misa (Nicole Anderson).
Postaciami drugoplanowymi oraz gościnnymi są: Adam Hicks, Anna Maria Perez de Taglé, Emma Roberts, Debi Mazar, Austin Butler, Robert Adamson, Kym Whitley, Claire Demorest, China Anne McClain, Alec Mapa, John Ducey, Frankie Jonas, Antony Del Rio, Abbie Cobb, David Henrie, Emily Osment oraz Abby Pirvonas.

## Emisja
Serial zadebiutował 20 czerwca 2010 roku na Disney Channel (USA) odcinkiem „House Party”, natomiast w Polsce miał swoją premierę 18 września 2010 roku. W USA ostatni odcinek serii, „Band of Brothers”, wyemitowano 3 października roku.

## Główna obsada
| Bohater       | Aktor           | Polski dubbing    |
| ------------- | --------------- | ----------------- |
| Kevin Lucas   | Kevin Jonas     | Jakub Tolak       |
| Joe Lucas     | Joe Jonas       | Marcin Mroziński  |
| Nick Lucas    | Nick Jonas      | Marcin Hycnar     |
| Stella Malone | Chelsea Staub   | Agnieszka Judycka |
| Macy Misa     | Nicole Anderson | Joanna Pach       |

## Lista odcinków
- Kevin Jonas, Joe Jonas, Nick Jonas, Chelsea Staub są obecni we wszystkich odcinkach.
- Nicole Anderson jest nieobecna w jednym odcinku (26).
- John Ducey nie pojawia się w tym sezonie, z wyjątkiem odcinka 30.

| 22 | House Party           | Paul Hoen            | Lester Lewis             | 20 czerwca 2010     | 18 września 2010    | 3.28 |
| Joe, Kevin i Nick przyjeżdżają na wakacje do willi w Hollywood, gdzie poznają DZ-ego. Proponuje im zorganizowanie imprezy powitalnej w ich domu. Tymczasem Macy, Stella i jej ciotka wprowadzają się do Jonasów, a Joe otrzymuje od Vanessy Page propozycję zagrania w filmie u jej boku. Stella mówi Joemu, że chce być wyłącznie jego przyjaciółką. Piosenki: L.A. Baby, Set This Party Off. Goście specjalni: Emma Roberts jako ona sama, Adam Hicks jako D.Z., Debi Mazar jako Mona Klein. Role gościnne: Abby Pivaronas jako Vanessa Paige, Beth Crosby jako ciocia Lisa. |                       |                      |                          |                     |                     |      |
| 23 | Back to the Beach     | Eyal Gordin          | Marc Warren              | 27 czerwca 2010     | 18 września 2010    | b.d. |
| Macy rezygnuje z prowadzenia strony fanowskiej o Jonasach po kłótni z Nickiem. Joe idzie na kasting do filmu „Wieczna April”. Jest jednak zdenerwowany, więc Kevin i Stella muszą przyjść mu z pomocą. Gdy Joe widzi Stellę, od razu zaczyna lepiej grać. W tym czasie Nick próbuje zaimponować Macy serfowaniem. Piosenka: Fall. Goście specjalni: Debi Mazar jako Mona Klein, Austin Butler jako Stone Stevens, Adam Hicks jako DZ. Role gościnne: Abby Pivaronas jako Vanessa Paige, Beth Crosby jako ciocia Lisa. |                       |                      |                          |                     |                     |      |
| 24 | Date Expectations     | Paul Hoen            | Paul Ruehl               | 2 lipca 2010        | 25 września 2010    | 3.21 |
| Macy i Stella wybierają się na wycieczkę, podczas której Stella poznaje chłopaka imieniem Ben i umawia się z nim. Dziewczyna zastanawia się jak powiedzieć Joemu, że idzie na randkę. W tym czasie DZ mówi chłopakom, że jeden z nich może zagrać w charytatywnym turnieju ping-ponga organizowanym przez Justina Timberlake’a. Joe wymawia się ćwiczeniem scenariusza „Wiecznej April”, więc Kevin i Nick organizują mały braterski pojedynek. Piosenka: Make It Right. Role gościnne: Robert Adamson jako Ben, Frankie Jonas jako Frankie Lucas, Adam Hicks jako D.Z, Abby Pivaronas jako Vanessa Paige, Beth Crosby jako ciocia Lisa. Notatka: Ten odcinek miał mieć swoją premierę 4 lipca 2010 roku, jednak została ona przesunięta na 2 lipca 2010 roku. |                       |                      |                          |                     |                     |      |
| 25 | And... Action         | Paul Hoen            | Ned Goldreyer            | 11 lipca 2010       | 2 października 2010 | 3.78 |
| Joe spędza pierwszy dzień na planie filmu „Wieczna April”. Towarzyszy mu Kevin. Joe denerwuje się i zapomina kwestie, a Kevin zostaje wyrzucony z planu. Po rozmowie z Moną Joe zaczyna śpiewać swoją kwestię a wszyscy biją brawo. Tymczasem Nick i Macy wyznają sobie uczucia i zostają parą Piosenka: Invisible. Role gościnne: Debi Mazar jako Mona Klein, Kym Whitley jako Evie,Claire Demorest jako Andrea Munroe, Beth Crosby jako ciocia Lisa, Abby Pivaronas jako Vanessa Paige, Adam Hicks jako D.Z. Notatka: Scena, w której Joe i Vanessa są na planie filmu „Wieczna April” była kręcona na oryginalnym planie Universal filmu „Psychoza”. |                       |                      |                          |                     |                     |      |
| 26 | America's Sweethearts | Eyal Gordin          | Jessica Kaminsky         | 25 lipca 2010       | 9 października 2010 | 3.57 |
| Joe i Vanessa mają wziąć udział w sesji zdjęciowej promującej film „Forever April”, podczas której ma dojść między nimi do pocałunku. Tymczasem Kevin spędza z Moną dzień na planie, jako jej asystent. Piosenka: Hey You. Role gościnne: Debi Mazar jako Mona Klein, Abby Pivaronas jako Vanessa Paige. Nieobecna: Nicole Anderson jako Macy Misa. |                       |                      |                          |                     |                     |      |
| 27 | The Secret            | Paul Hoen            | Grace Parra              | 1 sierpnia 2010     | 13 listopada 2010   | 4.19 |
| Nick i Macy są parą, jednak Nick chce, żeby to był sekret. Macy nie rozumie, dlaczego. Tymczasem Joe trenuje do sceny bokserskiej w filmie „Forever April”. Piosenka: Your Biggest Fan. Role gościnne: China Anne McClain jako Kiara Tyshanna. |                       |                      |                          |                     |                     |      |
| 28 | A Wasabi Story        | John Scott           | Danny Warren             | 8 sierpnia 2010     | 20 listopada 2010   | 4.23 |
| Vanessa planuje zaprosić do domu mistrza sushi i zrobić podwójną randkę, na której będzie ona i Joe oraz Stella i Ben. Randka psuje się w momencie kiedy Joe i Stella okazują się bardziej zainteresowani sobą niż swoimi partnerami. W tym samym czasie Macy ogrywa pozostałych dwóch braci w golfa dzięki czemu razem ze Stellą zajmują mieszkanie, a bracia Lucas muszą przenieść się do domku dla gości. Piosenka: Chillin' In The Summertime. Role gościnne: Alec Mappa jako Shiraki. |                       |                      |                          |                     |                     |      |
| 29 | Up in the Air         | John Scott           | Marc Warren              | 15 sierpnia 2010    | 27 listopada 2010   | b.d. |
| Joe znajduje Stelli pracę na planie filmu, w którym gra, Vanessa nie jest zadowolona z tego powodu. W tym samym czasie Nick przygotowuje prezent dla Macy, który doradził mu Kevin. Joe słyszy rozmowę Stelli z Vanessą i odkrywa, że dziewczyny się nie lubią. Vanessa mówi Joemu, że powinien być ze Stellą i zrywają ze sobą. Piosenka: Things Will Never Be The Same. Role gościnne: China Anne McClain jako Kiara Tyshanna. |                       |                      |                          |                     |                     |      |
| 30 | Direct to Video       | Paul Hoen            | Ned Goldreyer Paul Ruehl | 22 sierpnia 2010    | 27 listopada 2010   | 3.83 |
| Kevin jest rozczarowany tym, że ojciec Lucasów wynajął dla nich popularnego reżysera, aby pokierował pracą nad nowym teledyskiem zespołu JONAS. Jego bracia także nie są zadowoleni z reżysera, więc Kevin bierze na siebie całą odpowiedzialność i sam zamierza kierować pracą nad teledyskiem. Tymczasem Frankie próbuje zdobyć Macy uwalniając jej serce od Nicka, a Stella zachorowuje na grypę. Piosenka: Drive. Gość specjalny: John Ducey jako Tom Lucas. Role gościnne: Frankie Jonas jako Frankie Lucas. |                       |                      |                          |                     |                     |      |
| 31 | The Flirt Locker      | Paul Hoen            | Jennifer Fisher          | 29 sierpnia 2010    | 28 listopada 2010   | 3.46 |
| Gdy znana bloggerka, sławna Jessica zgadza się na przegląd w filmie Joego, on decyduje się na flirt ze sławną dziewczyną aby udowodnić Stelli, że jego urok jest uniwersalny. Bloggerka myśli że ona i Joe będą razem, więc Stella i Macy muszą wymyślić plan, aby wyciągnąć Joe ze „związku”. Tymczasem Nick spotyka się z dużym producentem muzycznym a Big Rob zabiera Kevina, by mu pomóc przed trasą koncertową. Piosenki: Critical, Things Will Never Be The Same. |                       |                      |                          |                     |                     |      |
| 32 | Boat Trip             | Savage Steve Holland | Lester Lewis             | 12 września 2010    | 13 lutego 2011      | 2.83 |
| Starając się poprawić relacje pomiędzy Joe i Stellą, Nick oraz Macy planują wycieczkę statkiem, by tych dwoje pozostało przyjaciółmi. Tymczasem Kevin bierze udział w turnieju, który prowadzi David Henrie, podczas którego spotyka sławną Emily Osment. Davidowi chodziło o to, że Kevin kiedyś chodził z jego dziewczyną, a okazało się, że to Joe chodził z dziewczyną Davida. Piosenki: Chillin in the Summer Time, Make It Right. Gość specjalny: David Henrie jako on sam, Emily Osment jako ona sama. |                       |                      |                          |                     |                     |      |
| 33 | On the Radio          | Savage Steve Holland | Jessica Kaminsky         | 26 września 2010    | 14 lutego 2011      | 2.89 |
| Krążą fałszywe plotki, że zespół JONAS ma się rozpaść, więc Kevin, Joe i Nick wybierają się do radia, by wyjaśnić fanom, że jest to nieprawdą. Podczas wywiadu okazuje się, że każdy z nich miał własne plany na przyszłość, które trzymał w sekrecie - Nick chciał grać solo z Mantra, Joe dostał ofertę zagrania w filmie, który wymaga od niego wyjazdu z kraju do Nowej Zelandii, a Kevin otrzymał propozycję nakręcenia własnego filmu - Camp Ninja - z Davidem Henrie. Stella nie wytrzymuje huśtawki nastrojów, podczas wywiadu Jonasów w radiu i decyduje się na wyjazd z powrotem do domu w Jersey. Piosenka: Summer Rain. Gość specjalny: David Henrie jako on sam. Role gościnne: Debi Mazar jako Mona Klein. |                       |                      |                          |                     |                     |      |
| 34 | Band of Brothers      | Ryan Shiraki         | Ryan Shiraki             | 3 października 2010 | 14 lutego 2011      | 3.54 |
| Bracia chcą urządzić wielki koncert, który ma uświadomić fanom zespołu, że JONAS nigdy się nie rozpadnie. Tymczasem Stella postanawia wyjechać z Los Angeles, a Joe usiłuje ją zatrzymać. Po drodze psuje mu się samochód i tym samym musi gonić Stellę na piechotę. Lecz podczas spotkania na lotnisku Joe przyznaje się Stelli, że ją kocha i ona mu mówi to samo z jej strony. Joe, Stella i Kevin wracają szczęśliwie na koncert na plażę i uświadamiają fanom, że Jonas, nigdy się nie rozpadnie. Piosenki: L.A. Baby, Feelin' Alive, Critical. Role gościnne: Frankie Jonas jako Frankie, Abby Pirvonas jako Vanessa Page, Debi Mazar jako Mona Klein, China Anne McClain jako Kiara, Robert Feggans jako Big Man. Notatka: Ostatnie trzy odcinki serialu Jonas w Los Angeles, są podzielone na trzy części, gdyż wydarzenia z tych odcinków dzieją się w ciągu dwóch dni. Jest to 3-odcinkowy film kończący drugi sezon Jonas LA, jak i zarówno finał serialu. Premiera w USA była od 12 września do 3 października w 2010 r. na kanale Disney Channel HD, a w Polsce 14 lutego 2011 r. jako trzyczęściowy odcinek w Disney Channel. |                       |                      |                          |                     |                     |      |
| - A^ Podczas premiery na Disney Channel USA. |                       |                      |                          |                     |                     |      |